# Duane Graveline
Duane Edgar Graveline (Newport, Vermont, 2 de março de 1931 – Merritt Island, 5 de setembro de 2016) foi um médico americano e candidato a astronauta da NASA. Ele foi um dos seis cientistas selecionados em 1965, no quarto grupo de astronautas da NASA, para o Programa Apollo. Ele ficou mais conhecido por ter ficado imerso em água por sete dias como parte de sua pesquisa de descondicionamento de gravidade zero enquanto trabalhava como cientista de pesquisa da Força Aérea dos Estados Unidos.

## Vida pessoal
Graveline nasceu em 2 de março de 1931, em Newport, Vermont. Seus hobbies incluíam consultoria médica em descondicionamento por microgravidade e radiação cósmica galáctica e manutenção da saúde pessoal. Graveline morreu aos 85 anos em 5 de setembro de 2016. As cinzas de Graveline foram enterradas no Cemitério Nacional de Arlington em 3 de maio de 2017 com honras militares completas.

## Educação
Graveline se formou na Newport High School em 1948. Ele recebeu seu diploma de bacharel em ciências pela Universidade de Vermont em 1951 e seu doutorado em medicina pela Faculdade de Medicina da Universidade de Vermont em 1955. Após seu estágio na Walter Reed, ele se especializou em medicina aeroespacial, recebendo seu mestrado em Saúde Pública pela Universidade Johns Hopkins em 1958.

## Carreira
Graveline entrou no Serviço Médico da Força Aérea dos Estados Unidos após se formar na faculdade de medicina. Após o estágio, ele participou do curso primário em Medicina da Aviação, Classe 56C, na Base da Força Aérea de Randolph e foi designado para a Base da Força Aérea de Kelly como Chefe do Serviço de Medicina da Aviação.
Graveline recebeu a classificação aeronáutica de cirurgião de voo em fevereiro de 1957. De setembro de 1957 a junho de 1958, ele frequentou a Escola de Higiene e Saúde Pública Johns Hopkins, onde obteve seu mestrado em Saúde Pública.
Ele então freqüentou a residência médica aeroespacial na Escola de Medicina Aeroespacial da Força Aérea, concluindo seu treinamento de residência em julho de 1960 na Base Aérea de Brooks e recebendo sua certificação de especialidade pelo Conselho Americano de Medicina Preventiva. Naquela época, ele foi designado para o Laboratório de Pesquisa Médica Aeroespacial como cientista pesquisador, com interesse especial no descondicionamento e contramedidas prolongados da ausência de peso. Em julho de 1962, ele retornou à Base da Força Aérea de Brooks, onde continuou sua pesquisa, atuou como analista de inteligência da bioastronáutica soviética e atuou como controlador de vôo da NASA para as missões Mercury e Gemini.
Graveline foi o autor de dez publicações profissionais e relatórios sobre medidas preventivas de descondicionamento biológico e ausência de peso. Sua pesquisa envolveu repouso e imersão em água para estudar o descondicionamento. Enquanto estava na USAF, ele fez a pesquisa original no torniquete das extremidades e no protótipo do dispositivo de pressão negativa da parte inferior do corpo para uso em missões prolongadas de gravidade zero. O dispositivo operacional de pressão negativa da parte inferior do corpo da NASA foi utilizado no MIR soviético, bem como nas pesquisas de ônibus e estações. Sua pesquisa em 2004 sobre medicina espacial estudava o efeito dos "pesos pesados" galácticos no cérebro de ratos, usando íons de ferro e o acelerador linear da NASA em Brookhaven, NY.
Em junho de 1965, Graveline foi selecionado com o primeiro grupo de astronautas científicos da NASA e designado para a Base da Força Aérea Williams para treinamento de pilotos a jato. Ele renunciou em 18 de agosto de 1965, antes de voar no espaço. Ele foi o primeiro astronauta a renunciar antes de receber uma missão. Embora isso tenha sido atribuído a "razões pessoais", mais tarde foi divulgado nas memórias de Deke Slayton que Graveline renunciou devido a seu divórcio iminente. De acordo com Slayton, "O programa não precisava de um escândalo. Um divórcio confuso significou uma passagem rápida de volta para onde você veio". Sua esposa Carol havia declarado nos documentos do tribunal que seu marido tinha "explosões de temperamento violentas e ingovernáveis".
Após sua renúncia, Graveline ficou na NASA por três meses como médico em Houston, antes de retornar à vida civil. Graveline praticava medicina como médico de família em Burlington, Vermont, durante o qual também atuou como cirurgião de vôo da Guarda Nacional do Exército de Vermont. Ao se aposentar aos sessenta anos, Graveline tornou-se escritor de thrillers médicos e de ficção científica, com 15 romances em seu crédito. Graveline se casou seis vezes.
Após sua experiência com os efeitos colaterais dos medicamentos para colesterol, Graveline tornou-se um crítico do uso de estatinas no tratamento de níveis elevados de colesterol. Enquanto estava no Lipitor, Graveline desenvolveu amnésia global transitória e não conseguiu reconhecer sua família. Ele se recuperou lentamente depois de interromper este medicamento. Os médicos da NASA prescreveram metade da dose, mas a amnésia retornou.
Graveline foi colaborador do livro NASA's Scientist-Astronauts, de David Shayler e Colin Burgess.